# Tehybridrosor
Tehybridrosor (Rosa Tehybrid-gruppen) är en grupp av rosor. De skapades på senare delen av 1800-talet genom att korsa terosor (Rosa Odorata-Gruppen) med gruppen Remontantrosor och senare med andra grupper.
Tehybridrosor inkluderar även pernetianarosor, paramountrosor och motsvarar beteckningarna "Hybrid Tea" och "Climbing Hybrid Tea" i Modern Roses 11. 

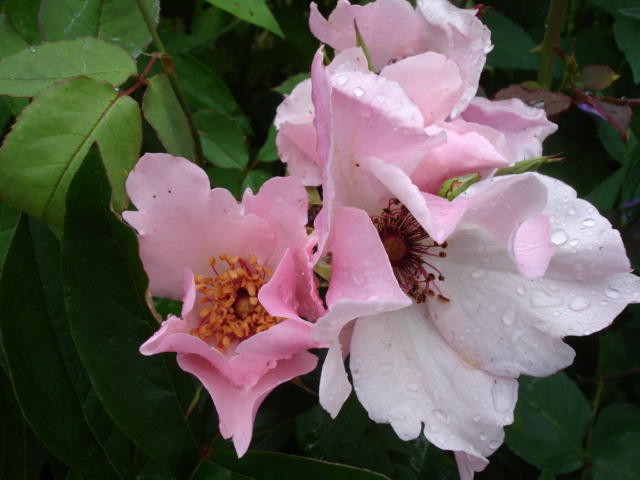
'Dainty Bess' (W. (Wm.) E.B. & Daughter Archer 1925)
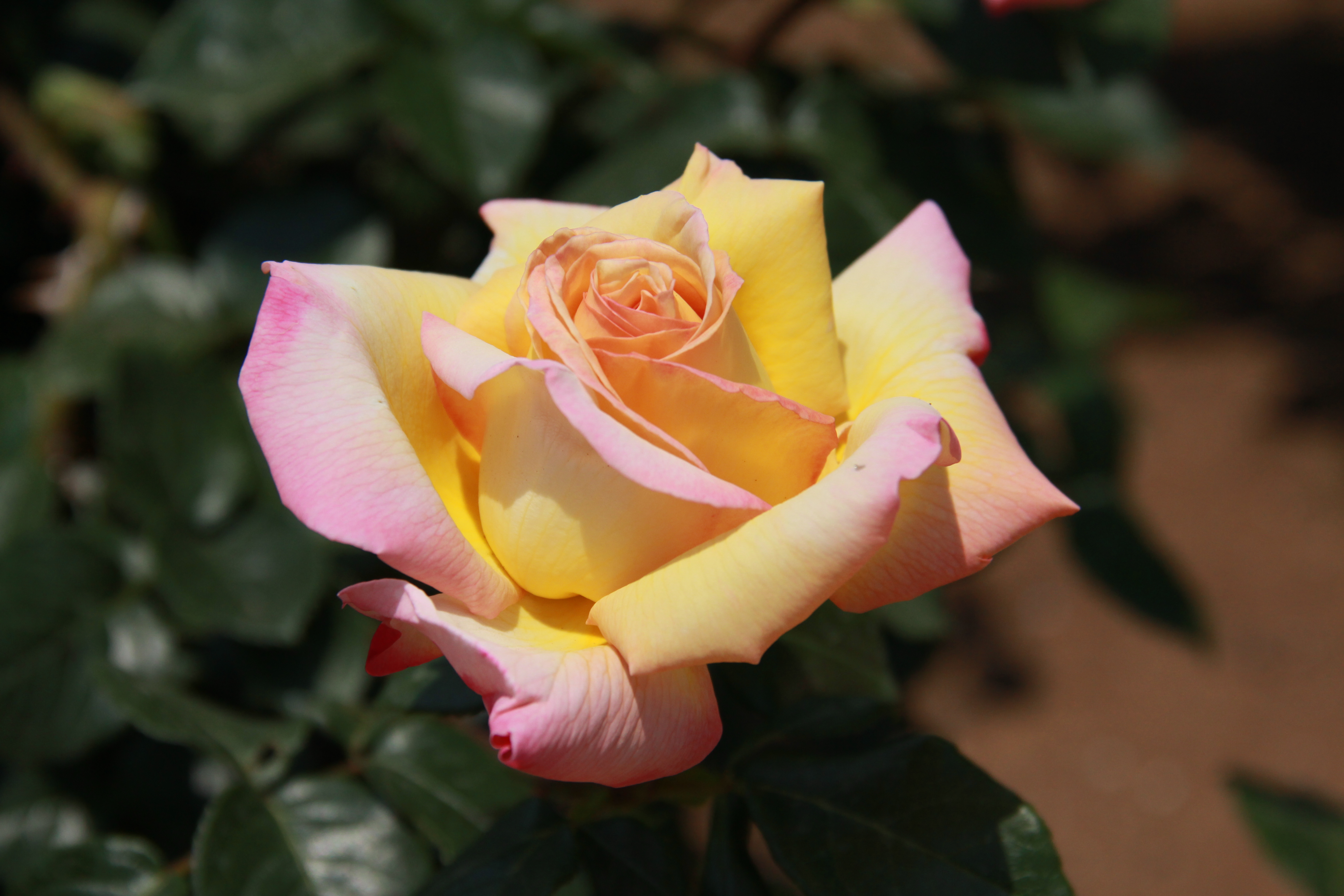
Rosa 'Peace' (Francis Meilland, skapad 1935,[3] introducerad 1945[4][a])

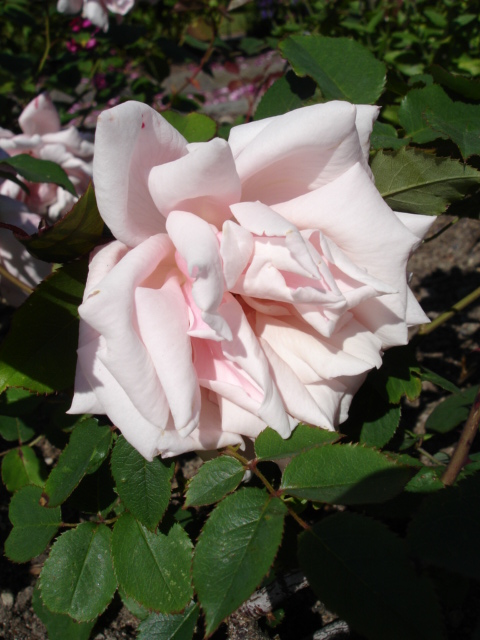
'Mme Leon Pain'
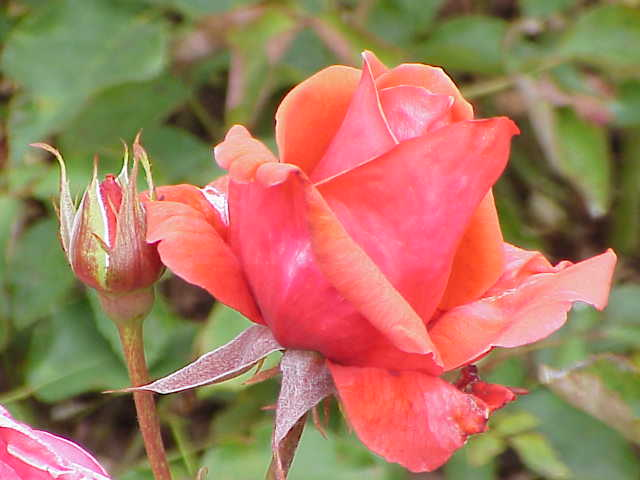
'Duftwolke' (Tantau 1963)

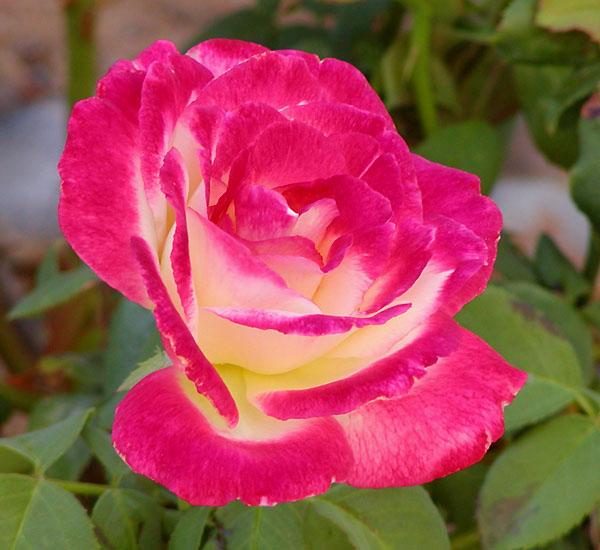
'Double Delight' (A.E. & A.W. Ellis 1977)
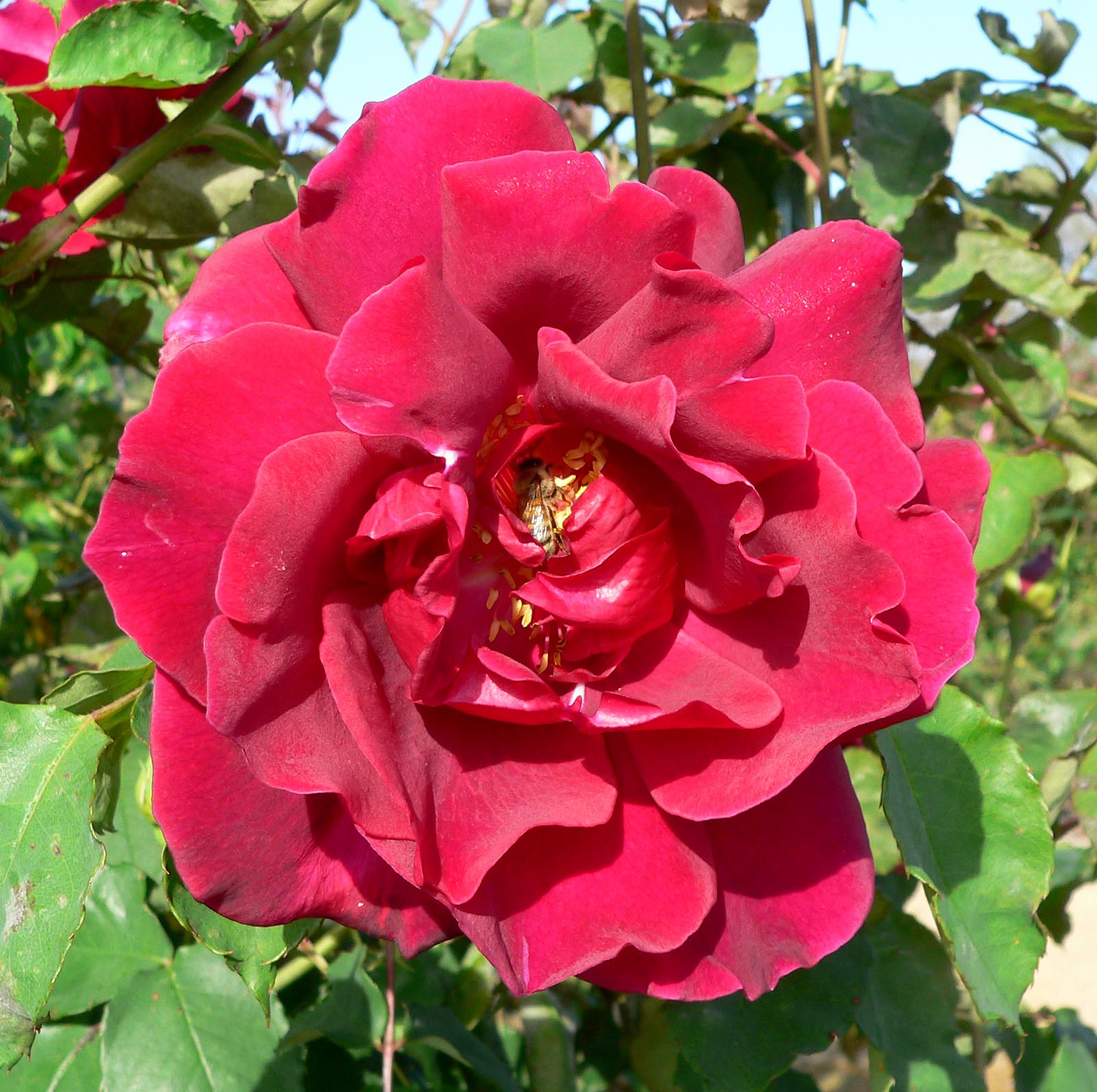
'Etoile de Hollande' (Verschuren 1919)

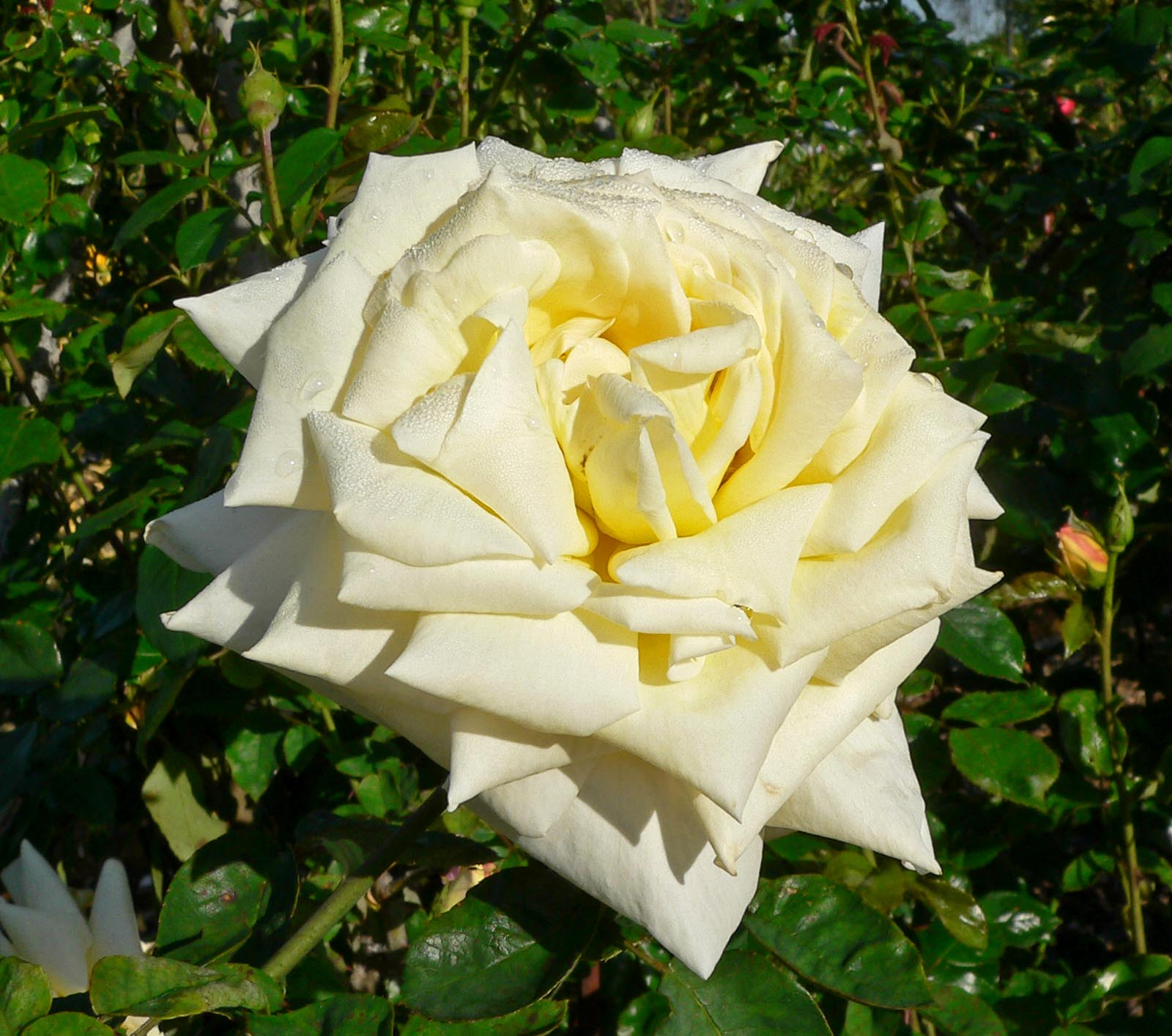
'Burnaby (J.H. Eddie 1954)
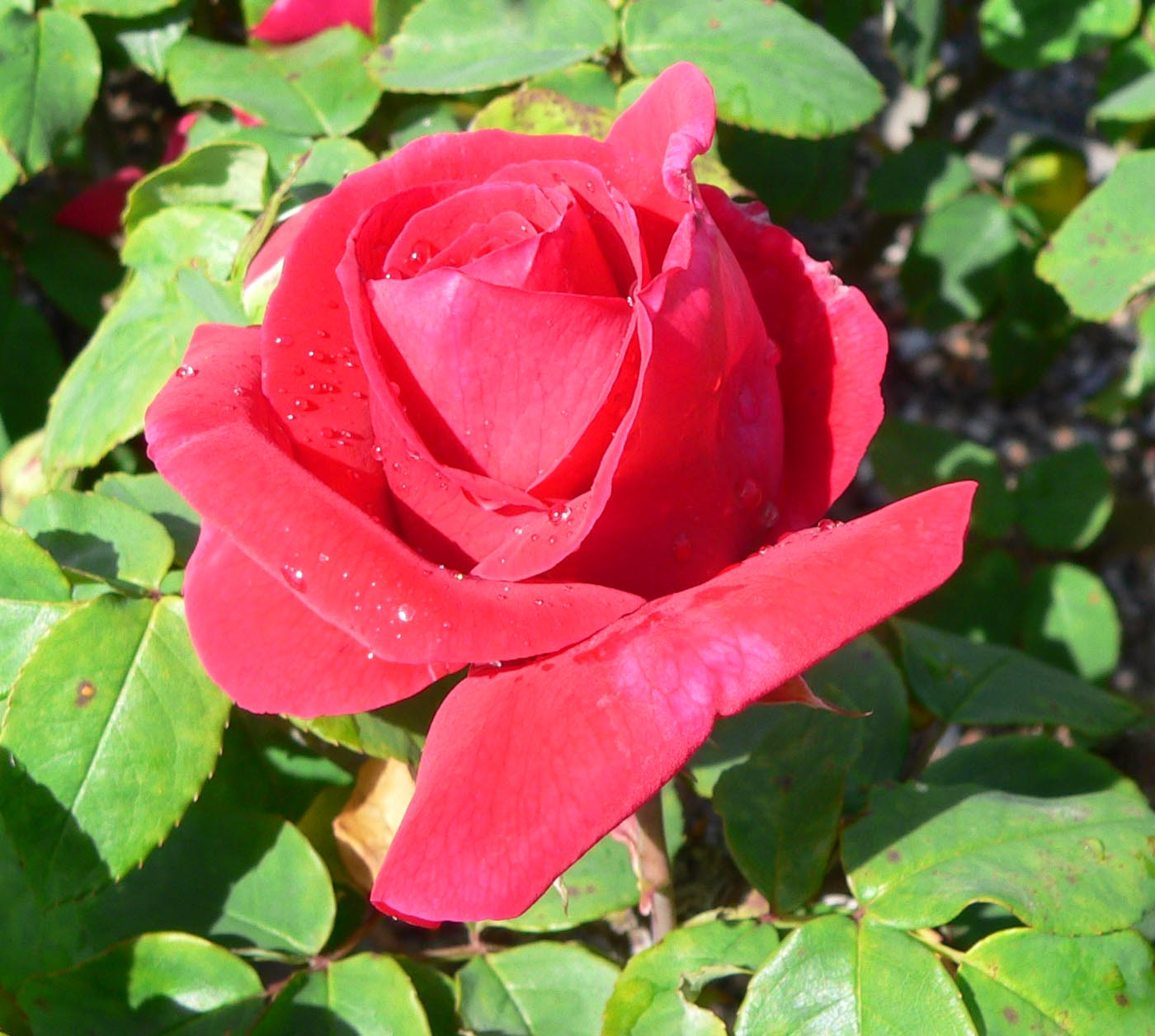
'Hanne' 'Hanne' (Soenderhousen 1959)